# Alfonso Litta
Alfonso Michele Litta (Milano, 19 settembre 1608 – Roma, 28 agosto 1679) è stato un cardinale italiano.

## Biografia

### I primi anni
Nato da una nobile famiglia patrizia della città, Alfonso Litta era figlio di Pompeo Litta, II marchese di Gambolò, e di Lucia Cusani, dei marchesi di Ponte. Era anche nipote del cardinale Agostino Cusani, per parte di madre, nonché pro-prozio del cardinale Lorenzo Litta. Quattro sue sorelle furono monache nel monastero di Santa Caterina. Il ramo principale della famiglia Litta a cui apparteneva Alfonso aveva accumulato grandi ricchezze a partire dal XVI secolo con la professione mercantile, al punto da venire nobilitato dal 1573 acquisendo il feudo di Gambolò col titolo di marchese. Il matrimonio di Pompeo e Lucia garantì alla famiglia un altro notevole introito di 50.000 scudi e quando il marchese morì nel 1609, Lucia divenne tutrice dei figli e del loro cospicuo patrimonio.
Fu avviato alla carriera ecclesiastica con l'appoggio dello zio materno, il cardinale Agostino Cusani. Nel 1622 la madre di Alfonso si risposò col gran cancelliere del Ducato di Milano, Antonio Ferrer, concordando contemporaneamente anche il matrimonio tra il primogenito di Lucia, Agostino, e la primogenita del Ferrer, Maria, così da garantire alla famiglia una solida unione con l'amministrazione spagnola a Milano.
Quando il Ferrer ottenne dal governatore l'ordine di partire alla volta della Spagna, decise di portare con sé i figli adottivi Agostino e Alfonso, i quali ebbero così l'opportunità di soggiornare alla corte di Filippo IV; Alfonso iniziò così i propri studi all'Università di Salamanca, ove si laureò in diritto canonico; passato successivamente all'Università di Bologna ottenne nel 1628 il dottorato in utroque iure, venendo ammesso quello stesso anno nel Collegio dei nobili giureconsulti di Milano.
Inizialmente pensò di farsi frate cappuccino, ma dovette abbandonare quest'idea per la sua salute fragile. Venne invece persuaso dal cardinale Federico Borromeo a recarsi a Roma, ove divenne referendario dei Tribunali della Segnatura Apostolica di Giustizia e Grazia nel 1630. Fu per mano del Borromeo che ricevette gli ordini minori.
Nominato Governatore di Rimini (aprile 1636-marzo 1637), divenne abate commendatario di San Giulio in Dulzago, nella diocesi di Novara, dove si prodigò per la costruzione dell'attuale cappella di Sant'Antonio, e abate commendatario di San Giovanni in Appiano, nell'arcidiocesi di Milano.
Governatore di Orvieto (aprile-ottobre 1637), divenne governatore di Spoleto (novembre 1638-agosto 1639), governatore di Camerino (6 settembre 1639-marzo 1643) e fu in questo periodo che coltivò una grande amicizia col vescovo locale, Emilio Altieri, futuro papa Clemente X. Successivamente divenne vicelegato di tre legazioni, Bologna, Ferrara e Romagna (27 marzo 1643-26 dicembre 1643), commissario generale dell'Esercito pontificio (26 dicembre 1643), divenne vicelegato a Bologna (1644) in assistenza al cardinale Antonio Barberini iuniore, nipote di papa Urbano VIII. Fu infine governatore di Ascoli (1645) dove soffocò un locale tumulto, di Campagna e Marittima (1646-marzo 1648) e governatore della Marca d'Ancona (1648). Durante il periodo che passò a Campagna e Marittima rischiò di essere avvelenato dai francesi nel 1647, nell'ambito della rivolta di Masaniello, dopo che egli si era premurato di riferire al governatore di Milano le trame antispagnole ordite dalla famiglia Barberini e da Giulio Mazzarino, procurandosi anche l'inimicizia di Decio Azzolini che sarà poi uno dei prelati di curia più influenti della sua epoca.
Nel 1648 venne ordinato sacerdote.

### La guida dell'arcidiocesi di Milano ed il cardinalato
Divenuto arcivescovo di Milano, venne consacrato il 24 giugno 1652 nella chiesa romana di San Carlo al Corso per mano del cardinale Giulio Roma, assistito da Giovanni Battista Spada, patriarca titolare di Costantinopoli, e da Carlo Carafa, vescovo di Aversa. Fece il proprio solenne ingresso nella sua sede il 26 settembre 1652: per l'occasione, l'architetto Carlo Buzzi progettò un arco trionfale in legno dipinto da porsi in Piazza del Duomo. Poco dopo gli giunse anche il placet spagnolo sulla sua nomina ad arcivescovo.

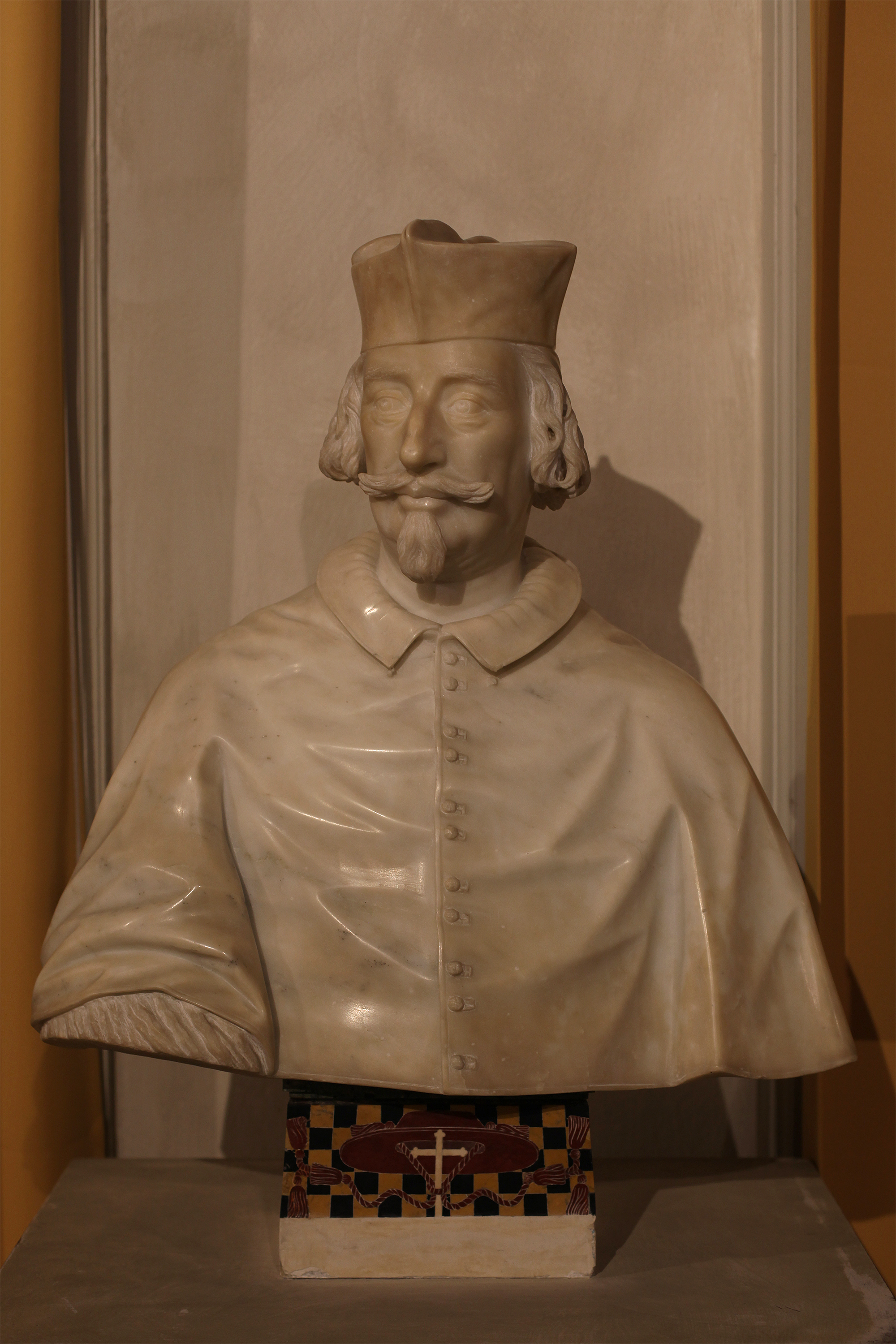
Busto del Cardnale opera di Giuseppe Vismara (circa 1700) a Palazzo Morando

Nell'arcidiocesi milanese seppe armare un esercito di novecento ecclesiastici per difendere i confini del milanese dall'invasione delle truppe guidate da Tommaso di Savoia che dopo aver varcato il Ticino era giunto alle porte di Milano, riuscendo nell'intento a dispetto dell'esercito del governatore che si dimostrava incapace di difendere lo stato: si premurò subito di raccontare questi fatti a Filippo IV in una lettera. Il Litta lamentava inoltre la scarsa importanza che le autorità civili del milanese gli tributavano in virtù del fatto che egli non era cardinale, eppure si trovava a dover gestire una diocesi così grande; gli spagnoli fomentarono inoltre i canonici della chiesa di Santa Maria della Scala che vantava il titolo di cappella reale.
Finalmente, Alessandro VII creò il Litta cardinale ma lo riservò in pectore nel concistoro del 14 gennaio 1664 per poi pubblicarlo definitivamente nel concistoro del 15 febbraio 1666. Il 5 maggio 1666 ricevette nella basilica di San Petronio a Bologna la berretta cardinalizia ed il titolo di Santa Croce in Gerusalemme per mano del cardinale Carlo Carafa, dopo ben 13 anni di episcopato a Milano. Prese parte al conclave del 1667 che elesse papa Clemente IX e nuovamente a quello del 1669-1670 che elesse a pontefice Clemente X. Nel 1675, malgrado la salute malferma, si recò a Roma per celebrare l'anno giubilare ed ottenere l'indulgenza. Prese parte nuovamente al conclave del 1676 che elesse papa Innocenzo XI.

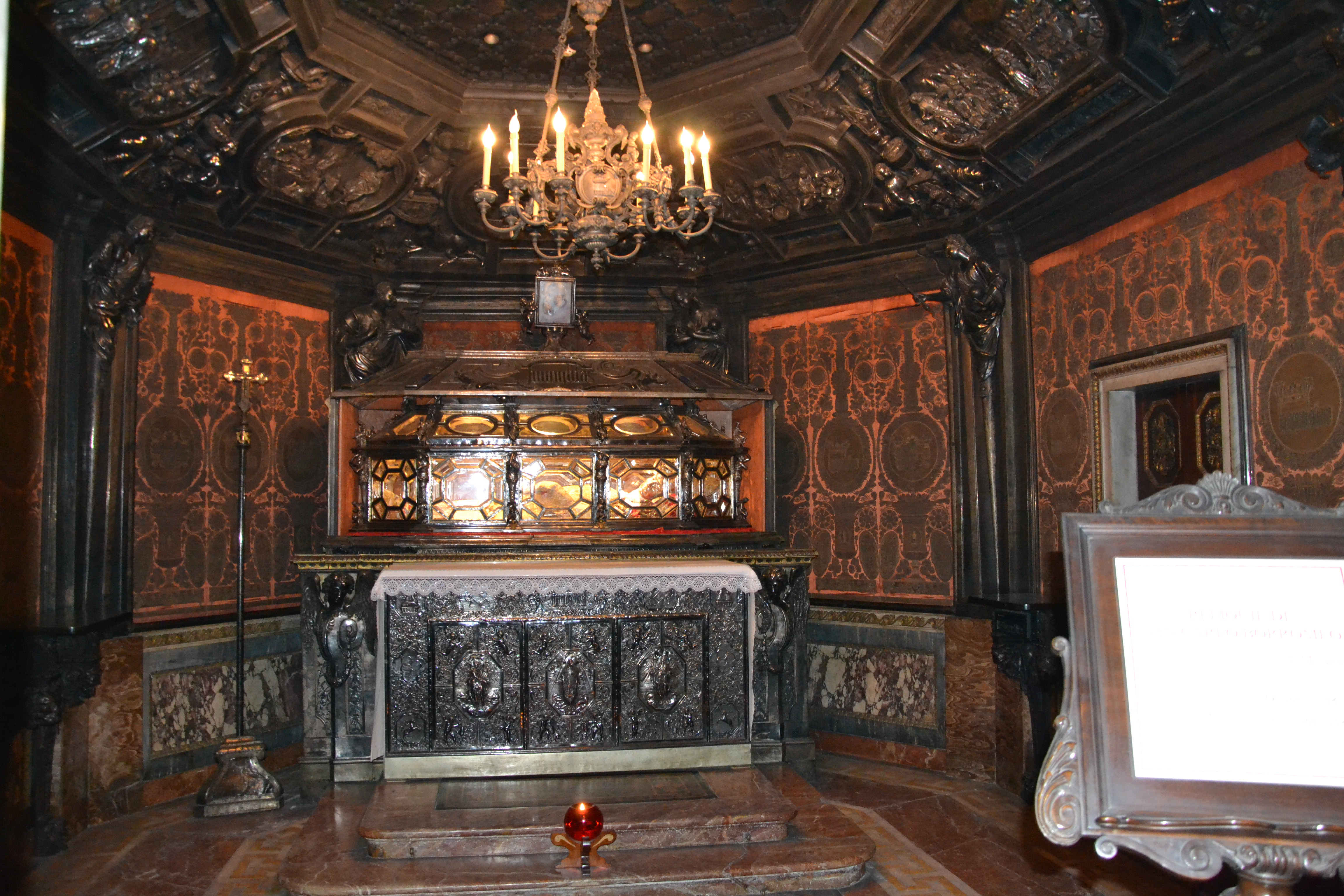
Lo "Scurolo di San Carlo", la nuova tomba predisposta per il santo arcivescovo milanese da uno dei suoi successori, Alfonso Litta

Ricordato come uomo mite e virtuoso, queste sue qualità lo resero immune a Milano alle angherie ed alle pretese di potere degli ufficiali spagnoli, spingendolo invece a prodigarsi largamente per la Chiesa milanese e per la figura di san Carlo Borromeo, in onore del quale finanziò i decori dello Scurolo di San Carlo", ovvero la cappella sotterranea posta a perpendicolo sotto l'altare maggiore del Duomo di Milano, come luogo di degna sepoltura per la salma del santo, che ancora oggi ivi riposa. Nell'occasione il cardinale donò anche la considerevole somma di 4000 scudi (come ricorda una lapide posta in loco) oltre ad oggetti in oro ed argento di varie fatture per le celebrazioni nella cappella. Convocò due sinodi diocesani, nel 1658 e nel 1669, e tredici congregazioni dei vicari foranei dal 1653 al 1674. Effettuò una visita pastorale e nel 1652 diede disposizioni per la soppressione dei cosiddetti "conventini" secondo la volontà di Innocenzo X. In ambito liturgico fu uno strenuo difensore del rito ambrosiano, promuovendo nuove edizioni del breviario e del messale dell'arcidiocesi che vennero pubblicati nel 1679.
Grande protettore delle arti e delle lettere, a Milano, presso il Collegio Elvetico, fondò l'Accademia letteraria degli Hypheliomachi, sul modello dell'Arcadia greca, nel 1670.
I suoi scritti vennero enumerati da Argelati nella Bibliotheca Scriptorum Mediolanensium (Milano, 1745).
Malgrado tutto ciò, l'opposizione dimostrata dal governo spagnolo nei confronti della sua persona gli impedì di fare ritorno a Milano dopo un suo viaggio presso la corte pontificia e morì perciò a Roma alle ore 19 del 28 agosto 1679 all'età di 70 anni. Venne provvisoriamente sepolto nella chiesa romana di San Carlo al Corso in una tomba modesta. Una solenne messa funebre venne fatta celebrare per lui a Bologna dall'Arciconfratenita di Santa Maria della Morte di cui il cardinale era membro. Successivamente, i suoi resti vennero traslati a Milano e sepolti nella tomba che egli stesso aveva predisposto per sé presso la cappella del Crocifisso nel Duomo di Milano. Nell'agosto del 2013, in occasione del completamento della tomba del cardinale Carlo Maria Martini, la tomba del Litta è stata completata come per gli altri arcivescovi interrati nella pavimentazione della cattedrale con un disegno in marmi policromi raffigurante lo stemma cardinalizio, il nome e le indicazioni dei titoli e della data di nascita e morte.

## Conclavi
Durante il suo periodo di cardinalato Alfonso Michele Litta ha partecipato ai conclavi:
- conclave del 1667, che elesse papa Clemente IX
- conclave del 1669-1670, che elesse papa Clemente X
- conclave del 1676, che elesse papa Innocenzo XI

## Genealogia episcopale
La genealogia episcopale è:
- Arcivescovo Filippo Archinto
- Papa Pio IV
- Cardinale Giovanni Antonio Serbelloni
- Cardinale Carlo Borromeo
- Cardinale Ottavio Paravicini
- Cardinale Giambattista Leni
- Cardinale Giulio Roma
- Cardinale Alfonso Litta

## Albero genealogico
|                                                |              |                                                  | Genitori                                          |  |  | Nonni |  |  | Bisnonni       |  |  | Trisnonni     |  |
|                                                |              |                                                  |                                                   |  |  |       |  |  | Girolamo Litta |  |  | Alberto Litta |  |
|                                                |              |                                                  |                                                   |  |  |       |  |  | Girolamo Litta |  |  | Alberto Litta |  |
|                                                |              | Orsina Bossi                                     |                                                   |  |  |       |  |  | Girolamo Litta |  |  |               |  |
| Giovanni Agostino Litta, I marchese di Gambolò |              |                                                  |                                                   |  |  |       |  |  | Girolamo Litta |  |  |               |  |
|                                                |              | …                                                | …                                                 |  |  |       |  |  |                |  |  |               |  |
|                                                |              | …                                                | …                                                 |  |  |       |  |  |                |  |  |               |  |
|                                                |              | …                                                | …                                                 |  |  |       |  |  |                |  |  |               |  |
| Pompeo Litta, II marchese di Gambolò           |              | …                                                |                                                   |  |  |       |  |  |                |  |  |               |  |
|                                                |              | Ludovico d'Adda                                  | Gaspare d'Adda                                    |  |  |       |  |  |                |  |  |               |  |
|                                                |              | Ludovico d'Adda                                  | Gaspare d'Adda                                    |  |  |       |  |  |                |  |  |               |  |
|                                                |              | Ludovico d'Adda                                  | Margherita Rabbia                                 |  |  |       |  |  |                |  |  |               |  |
| Costanza d'Adda                                |              | Ludovico d'Adda                                  |                                                   |  |  |       |  |  |                |  |  |               |  |
|                                                |              | Eleonora Dominioni                               | Ercole Dominioni                                  |  |  |       |  |  |                |  |  |               |  |
|                                                |              | Eleonora Dominioni                               | Ercole Dominioni                                  |  |  |       |  |  |                |  |  |               |  |
|                                                |              | Eleonora Dominioni                               | …                                                 |  |  |       |  |  |                |  |  |               |  |
| Alfonso Litta                                  |              | Eleonora Dominioni                               |                                                   |  |  |       |  |  |                |  |  |               |  |
|                                                | Luigi Cusani | Guido Antonio Cusani                             |                                                   |  |  |       |  |  |                |  |  |               |  |
|                                                | Luigi Cusani | Guido Antonio Cusani                             |                                                   |  |  |       |  |  |                |  |  |               |  |
|                                                | Luigi Cusani | Ludovica Dugnani                                 |                                                   |  |  |       |  |  |                |  |  |               |  |
| Guido Cusani, marchese di Ponte                | Luigi Cusani |                                                  |                                                   |  |  |       |  |  |                |  |  |               |  |
|                                                |              | Costanza d'Adda                                  | Francesco d'Adda                                  |  |  |       |  |  |                |  |  |               |  |
|                                                |              | Costanza d'Adda                                  | Francesco d'Adda                                  |  |  |       |  |  |                |  |  |               |  |
|                                                |              | Costanza d'Adda                                  | Antonia Balbi                                     |  |  |       |  |  |                |  |  |               |  |
| Lucia Cusani                                   |              | Costanza d'Adda                                  |                                                   |  |  |       |  |  |                |  |  |               |  |
|                                                |              | Annibale Visconti di Saliceto, conte di Saliceto | Alfonso Visconti di Saliceto, signore di Saliceto |  |  |       |  |  |                |  |  |               |  |
|                                                |              | Annibale Visconti di Saliceto, conte di Saliceto | Alfonso Visconti di Saliceto, signore di Saliceto |  |  |       |  |  |                |  |  |               |  |
|                                                |              | Annibale Visconti di Saliceto, conte di Saliceto | Antonia Gonzaga                                   |  |  |       |  |  |                |  |  |               |  |
| Anna Visconti                                  |              | Annibale Visconti di Saliceto, conte di Saliceto |                                                   |  |  |       |  |  |                |  |  |               |  |
|                                                |              | Lucia Sauli                                      | Domenico Sauli                                    |  |  |       |  |  |                |  |  |               |  |
|                                                |              | Lucia Sauli                                      | Domenico Sauli                                    |  |  |       |  |  |                |  |  |               |  |
|                                                |              | Lucia Sauli                                      | Tommasina Spinola                                 |  |  |       |  |  |                |  |  |               |  |
|                                                |              | Lucia Sauli                                      |                                                   |  |  |       |  |  |                |  |  |               |  |

## Araldica
| Stemma | Descrizione                                                                            | Blasonatura |
|        | Alfonso Litta Cardinale presbitero di Santa Croce in Gerusalemme Arcivescovo di Milano | Scaccato d'oro e di nero. Lo scudo, accollato a una croce astile patriarcale d'oro, posta in palo, è timbrato da un cappello con cordoni e nappe di rosso. Le nappe, in numero di trenta, sono disposte quindici per parte, in cinque ordini di 1, 2, 3, 4, 5. |